# McCoy Tyner
Albert McCoy Tyner (Filadélfia, 11 de dezembro de 1938 — 6 de março de 2020) foi um pianista e compositor de jazz estadunidense.

## Biografia
Filho de uma pianista, Tyner estudou sucessivamente na Filadélfia, na West Philadelphia Music School" e "Granoff School of Musi". Em 1959, ele foi o pianista de "Jazztet", codirigido por Benny Golson e Art Farmer.
De 1960 a 1965, ele tocou com John Coltrane. Além de Coltrane, ele gravou muitos outros álbuns (quarteto, quinteto, com uma big band organizada por Eric Dolphy) para os selos "Atlantic" e "Impulse". O quarteto composto por John Coltrane em saxofone, Tyner ao piano, Jimmy Garrison no baixo e Elvin Jones na bateria é um dos mais famosos na história do jazz. Este grupo é ainda o mais emblemático na figura de jazz modal.
Ao mesmo tempo, para a gravadora Blue Note, acompanhado, entre outros, por Freddie Hubbard, Lee Morgan, Stanley Turrentine, Grant Green, Hank Mobley, Donald Byrd, Joe Henderson e Wayne Shorter.
A partir de 1972, ele assinou com o selo Milestone para a qual ele tem gravado músicas próprias. Estes discos, nomeadamente Sahara (1973), relançou a carreira do pianista. Participaram nos grupos do pianista nos anos 1970, os saxofonistas Sonny Fortune, Azar Lawrence, Gary Bartz, violinista John Blake e o baterista Alphonse Mouzon. A sua música combina então a estética do jazz modal, hard bop, jazz fusion e jazz livre. Em 1978, participou de uma turnê com os músicos da Milestone (Sonny Rollins no saxofone tenor, o Ron Carter no baixo e Al Foster na bateria).
Tyner teve uma prolífica carreira de gravação na Columbia, Blue Note, Elektra e outros selos.
Morreu no dia 6 de março de 2020, aos 81 anos.

## Discografia
- Inception - 1962 - Impulse!

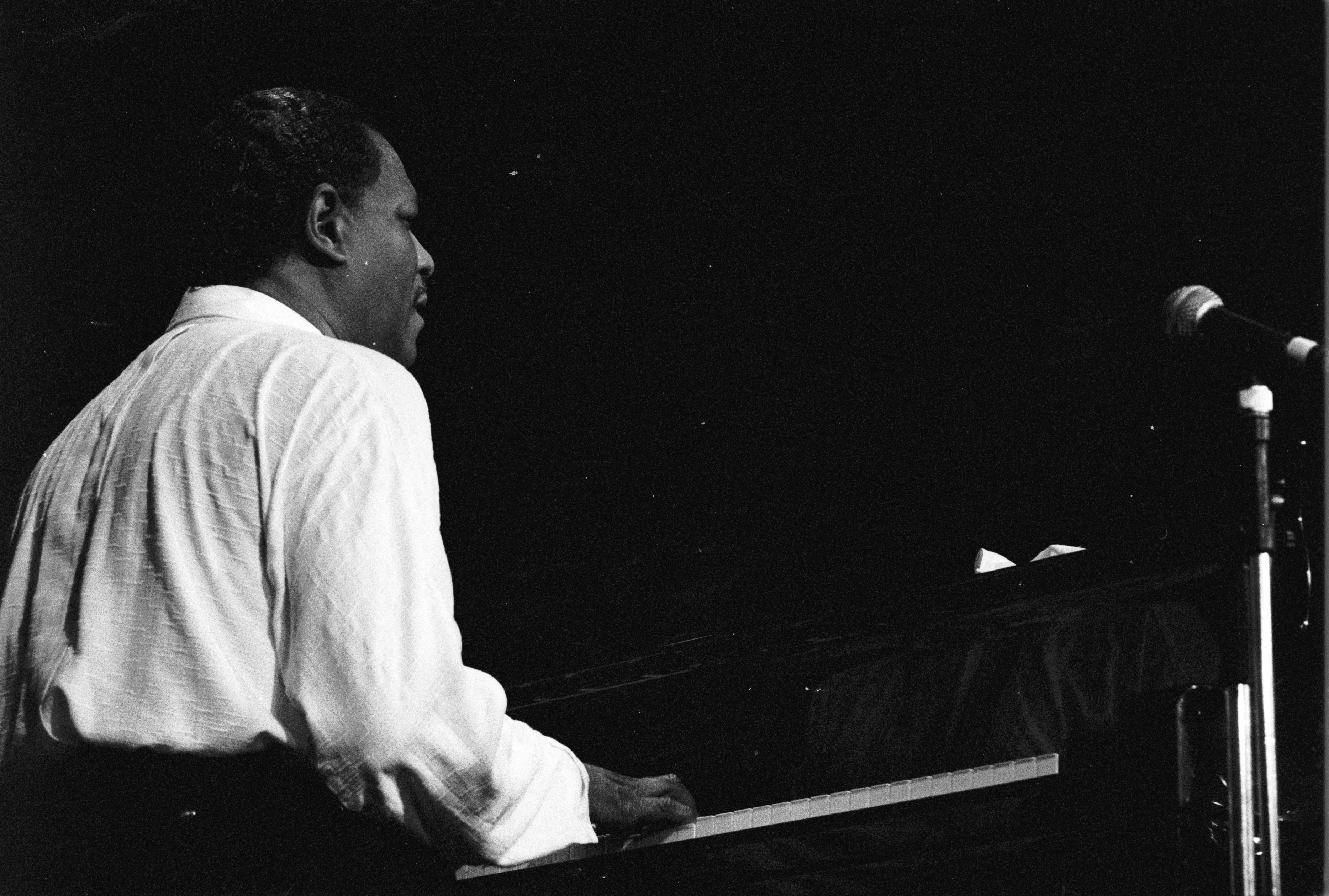
McCoy Tyner em show de 1989.

- Great Moments with McCoy Tyner - 1962 - Impulse!
- Nights of Ballads and Blues - 1963 - Impulse!
- Today and Tomorrow - 1963 - Impulse!
- Live at Newport - 1963 - Impulse!
- Reaching Fourth - 1963 - Impulse!
- McCoy Tyner Plays Ellington - 1964 - Impulse!
- The Real McCoy - 1967 - Blue Note
- Tender Moments - 1967 - Blue Note
- Time for Tyner - 1968 - Blue Note
- Expansions - 1968 - Blue Note
- Cosmos - 1969 - Blue Note
- Extensions - 1970 - Blue Note
- Asante - 1970 - Blue Note
- Sahara - 1972 - Milestone/OJC
- Song for My Lady - 1972 - Milestone/OJC
- Echoes of a Friend - 1972 - Milestone/OJC
- Song of the New World - 1973 - Milestone/OJC
- Enlightenment - 1973 - Milestone/OJC
- Sama Layuca - 1974 - Milestone/OJC
- Atlantis - 1974 - Milestone/OJC
- Trident - 1975 - Milestone/OJC
- Fly with the Wind - 1976 - Milestone/OJC
- Focal Point - 1976 - Milestone
- Four Times Four - 1976 - Milestone
- Supertrios - 1977 - Milestone
- Inner Voices - 1977 - Milestone
- The Greeting - 1978 - Milestone
- Passion Dance - 1978 - Milestone
- Together - 1978 - Milestone
- Horizon - 1979 - Milestone
- 4 X 4 - 1980 - Milestone
- 13th House - 1981 - Milestone
- La Leyenda de La Hora - 1982 - Columbia
- Looking Out - 1982 - Columbia
- Dimensions - 1984 - Elektra
- It's About Time - 1985 - Blue Note
- Double Trios - 1986 - Denon
- Bon Voyage - 1987 - Timeless
- Tribute to John Coltrane - 1987 - Impulse!
- Live at the Musicians Exchange Cafe - 1987 - Who's Who In Jazz
- What's New? - 1987 - WestWind
- Revelations - 1988 - Blue Note
- Uptown/Downtown - 1988 - Milestone
- Live at Sweet Basil, Vol. 1 - 1989 - KING Records
- Live at Sweet Basil, Vol. 2 - 1989 - KING Records
- Things Ain't What They Used to Be - 1989 - Blue Note
- Soliloquy - 1991 - Blue Note
- Remembering John - 1991 - Enja
- New York Reunion - 1991 - Chesky
- 44th Street Suite - 1991 - Red Baron
- Key of Soul - 1991 - Sweet Basil
- The Turning Point - 1991 - Verve
- Just Feelin' - 1991 - Palo Alto
- Hot Licks: Giant Steps - 1993 - Sound Solutions
- Journey - 1993 - Verve
- Manhattan Moods - 1993 - Blue Note
- Solar: McCoy Tyner Trio Live at Sweet Basil - 1993 - Compose
- Prelude and Sonata - 1994 - Milestone
- Infinity - 1995 - Impulse!
- Live in Warsaw - 1995 - Who's Who In Jazz
- Autumn Mood - 1997 - Delta
- What the World Needs Now: The Music of Burt Bacharach - 1997 - GRP
- McCoy Tyner & the Latin All-Stars - 1999 - Telarc
- McCoy Tyner with Stanley Clarke & Al Foster - 2000 - Telarc
- Immortal Concerts: Beautiful Love - 2000 - Giants of Jazz
- At the Warsaw Jamboree - 2000 - Starburst
- Jazz Roots: McCoy Tyner Honors Jazz Piano Legends of the 20th Century - 2000 - Telarc
- McCoy Tyner Plays John Coltrane: Live at the Village Vanguard - 2001 - Impulse!
- Live in Warsaw: Lady From Caracas - 2001 - TIM
- Port au Blues - 2002 - Past Perfect
- Suddenly - 2002 - Past Perfect
- Land of Giants - 2003 - Telarc
- Hip Toe: Live at the Musicians Exchange Cafe 1987 - 2004 - Universe
- Modern Jazz Archive [live] - 2004 - Membran International
- Illuminations - 2004 - Telarc
- Counterpoints: Live in Tokyo - 2004 - Milestone
- Warsaw Concert 1991 - 2004 - Fresh Sounds
- McCoy TYNER Quartet - 2007 - Half Note Records